# Уитти, Крис
Кристин (Крис) Диана Уитти (англ. Chris Witty, 23 июня 1975) — конькобежка и велогонщица из США. В конькобежном спорте — Олимпийская чемпионка, 2-кратная чемпионка мира, рекордсменка мира. Участница пяти Олимпийских игр — четырёх зимних (с 1994 по 2006) и одной летней (Сидней, 2000). 12-кратная чемпионка США.

## Конькобежный спорт
Крис выросла в пригороде Милуоки и с раннего детства каталась на велосипедах и скейтбордах со своими тремя старшими братьями. Она начала кататься на коньках в возрасте 9-ти лет на фигурных коньках, а конькобежным спортом начала заниматься после того, как увидела рекламный ролик развлекательного мероприятия по конькобежному спорту в своем родном городе. Крис выиграла первую гонку на коньках своего брата в забеге на 500 м с таким отрывом, что пришла к маме на трибуне, пока финишировали другие дети.
В сезоне 1988/89 она дебютировала на чемпионате США среди юниоров и сразу выиграла на дистанции 3000 м, а также победила в забегах на 300, 500 и 800 м на юношеском чемпионате США на открытом воздухе. В 1991 году впервые участвовала на юниорском чемпионате мира, а через год стала первой на юниорском чемпионате США в сумме многоборья. В 1993 году дебютировала на спринтерском чемпионате мира в Сибукаве, где заняла 28-е место.
В сезоне 1993/94 Крис дебютировала на Кубке мира и на своей первой зимней Олимпиаде в Лиллехамере участвовала на дистанции 1000 м, где заняла 23-е место. В 1995 году Уитти впервые стала серебряным призёром на спринтерском чемпионате США и заняла 3-е место на этапе Кубка мира в Калгари. На чемпионате мира в Милуоки заняла 7-е место в сумме спринта. В сезоне 1995/96 она выиграла общий зачёт Кубка мира на дистанции 1000 м.
В 1996 году выиграла чемпионат США в многоборье и спринтерский чемпионат мира в Херенвене, в том же году стала 2-й в забеге на 1000 м на чемпионате мира на отдельных дистанциях в Хамаре. В 1997 стала бронзовым призёром в спринте на чемпионате мира в Хамаре. Также стала серебряным призёром общего зачёта Кубка мира на 1000 м.
В сезоне 1997/98 Уитти заняла 3-е место в общем зачёте Кубка мира в забеге на 1000 м, на спринтерском чемпионате мира в Берлине завоевала бронзовую медаль. На зимней Олимпиаде в Нагано завоевала две медали; стала второй на 1000 м и третьей на 1500 м. На индивидуальном чемпионате мира в Калгари выиграла золото в забеге на 1000 м, стала 5-й на 1500 м.
В 1999 году Крис стала первой в спринте на чемпионате США, заняла 5-е место на спринтерском чемпионате мира в Калгари и заняла 2-е место в общем зачёте Кубка мира на дистанции 1000 м. Через год на чемпионате мира в Сеуле она стала 2-й в сумме спринта, а на индивидуальном чемпионате мира в Нагано заняла 3-е место в забеге на 1000 м.
В 2002 году Уитти преодолела приступ мононуклеоза, диагностированного всего за три недели до начала зимних Олимпийских игр и на домашней зимней Олимпиаде в Солт-Лейк-Сити стала олимпийской чемпионкой на дистанции 1000 м, которую выиграла установив мировой рекорд. Бежала в одной паре с Катрионой Лемей-Доан, которая уже успела выиграть на этой Олимпиаде золото на 500 м. Перед последним кругом Уитти проигрывала канадской сопернице, но сумела её обогнать на последнем вираже. Лемей-Доан в итоге стала лишь третьей уступив ещё и Сабине Фелькер.
В сезоне 2002/03 Уитти не показывала высоких результатов, заняв на спринтерском мировом первенстве только 13-е место и на индивидуальном чемпионате мира заняла 9-е место на дистанции 1000 м, а через год стала 6-й. В 2005 году заняла 7-е место на этой же дистанции, а в спринтерском многоборье заняла 16-е место. На зимней Олимпиаде в Турине была выбрана в качестве знаменосца сборной США на церемонии открытия. Участвовала на дистанциях 500 и 1000 м, но не смогла показать достойного результата став 28-й и 27-й соответственно.
В сезоне 2006/07 Крис Уитти заняла 2-е место на чемпионате США по спринту, заняла 22-е место на спринтерском чемпионате мира в Хамаре и на индивидуальном чемпионате мира в Солт-Лейк-Сити стала 11-й в забеге на 1000 м и 20-й на 500 м. Она объявила о завершении карьеры в 2007 году.

### Рекорды мира
Четыре раза устанавливала мировой рекорд на дистанции 1000 метров.
| № | Дистанция | Время   | Дата            | Место          | Побит           |
| - | --------- | ------- | --------------- | -------------- | --------------- |
| 1 | 1000 м    | 1.15,43 | 23 ноября 1997  | Калгари        | 28 марта 1998   |
| 2 | 1000 м    | 1.14,96 | 28 марта 1998   | Калгари        | 21 февраля 1999 |
| 3 | 1000 м    | 1.14,58 | 3 марта 2001    | Калгари        | 10 марта 2001   |
| 4 | 1000 м    | 1.13,83 | 17 февраля 2002 | Солт-Лейк-Сити | 24 марта 2006   |

## Велоспорт
Как велогонщица, Крис Уитти стала двукратной чемпионкой США по трековому велоспорту в гите на 500 метров на дистанции 500 метров в 1996, 1998 и 2003 годах и спринте в 2003 году, а также несколько раз становилась призёров в данных дисциплинах. Принимала участие в чемпионате мира по трековому велоспорту 1998 года и Панамериканских играх 2003 года.
В 2000 году в составе сборной США участвовала на Летней Олимпиаде 2000 в Сиднее, где выступила в гите с места на 500 метров, заняв 5-е место.В 2002 году заключила контракт с женской шоссейной велокомандой "T-Mobile".
В 2005 году объявила о завершение карьеры велогонщицы из-за немозможности совмещать велоспорт и конькобежный спорт.

## Личная жизнь
Крис Уитти получила степень бакалавра в Спортивной академии США в области спортивного коучинга, окончила Амстердамский свободный университет в степени магистра по науке о движениях человека. С мая 2007 года проживает в Эйндховене в Нидерландах вместе со своим партнером Фруке Оонком, где она работает физиологом в спортивной медицинской клинике. Она продолжает заниматься конькобежным спортом, развивая этот вид спорта в своем сообществе.

## Награды
- внесена в зал Славы конькобежного спорта США[12]